# スレンダーマン刺傷事件
スレンダーマン刺傷事件（スレンダーマンししょうじけん、英: Slender Man stabbing）とは、2014年5月31日にアメリカ合衆国・ウィスコンシン州ウォキショーで12歳の少女2人が、架空のキャラクターであるスレンダーマンから影響を受けて、友人を森の中におびき寄せて包丁で19回刺した事件のことである。
被害者は助けを求めて道路まで這っていき、救助されて生還した。
犯人の2人は心神喪失のため責任能力がないと見なされ、精神科病院への長期間の入院という判決が下された。
なお、本稿では加害者と被害者の双方のプライバシーを考慮し、加害者の2人をA、B、被害者をCと表記する。参考文献の題名や見出しにおいてもそのような表記に置き換える。

## 背景
スレンダーマンは『サムシング・オーフル』というインターネットコミュニティで2009年に行われたAdobe Photoshopで超常的な画像を作成する競争で創作された架空のキャラクターである。その後、スレンダーマンの「神話」は新しく作られた合成写真やファン・フィクションの作者たちによって広められた。
スレンダーマンは背が高く、痩せており、のっぺらぼうの白い顔や頭が特徴のキャラクターである。黒いスーツを着ているように描写され、時折背中から触手を生やして現れる。スレンダーマンの神話によれば、スレンダーマンは記憶を失わせたり、咳の発作を起こさせたり、偏執的な行動をさせたりする能力があるという。しばしば森の中に潜んだり、子供を追い回したりするように描写される。
A、B、Cの3人は事件当時は12歳で、同じ学校に通うクラスメートだった。後に学校の校長は、犯人であるAとBの2人に訓育上の問題は無かったと語った。3人は刺傷事件の前の夜に一緒に外泊した。2人はそれ以前にクリーピーパスタを記録するウェブサイトであるCreepypasta Wikiからスレンダーマンを発見していた。後に2人はスレンダーマンが本当にいると信じていたと語り、スレンダーマンの「代理人」となる、スレンダーマンの存在を証明する、家族にスレンダーマンの害が及ぶのを防ぐといった目的のために、自分たちの忠義の程をスレンダーマンに示したかったと述べた。忠義を示すためには誰かを殺害するしかないと考えていた。そうすれば、自分たちはスレンダーマンの従者となり、その邸宅に暮らすことになると想像していた。2人の考えでは、スレンダーマンにはニコレット国立森林公園で出会えると予想していた。

## 襲撃
AとBは最初、2014年5月30日にCを襲う予定だった。Cの口をテープで塞いで声を出せなくさせ、首を刺し、その後に逃走するという予定だった。しかし、結局その日は襲わなかった。BはCにもう1日だけ生きる時間を与えたいと考えていた。次の計画は、Cを地元の公園のトイレで襲うというものだった。Cの血液を処理できる排水管があるため、その場所を選んだ。
しかし、実際の犯行は、2014年5月31日に近所の森の中で行ったかくれんぼの最中に決行された。Cは押さえつけられ、刃渡り13センチメートルの包丁で腕や脚、胴を19回刺された。2箇所の傷は主要な臓器を傷付け、1箇所の傷は1ミリメートルに満たない距離で心臓を逸れていた。別の傷は横隔膜を貫通し、肝臓と胃に到達していた。その後、AとBはCに助けを呼んでくると伝えたが、実際はただ立ち去っただけだった。Cは這って近くの道路へ向かい、そこを自転車に乗って通りかかった人に発見された。
AとBは州間高速道路94号線の近くで逮捕された。犯行に使った包丁は鞄に入れて持ち歩いていた。Cは襲われた6日後に病院を退院し、2014年の秋に復学した。

## 判決
2017年、Aは第2級殺人を企てたことを認め、陪審は「精神上の疾患または欠陥のため無罪」という評決を下した。Bは司法取引を受け入れ、裁判には出ず、精神科医の診察を受けて精神科病院に入院する期間を決めてもらうこととなった。Bは後に罪を認め、精神上の疾患または欠陥を理由に無罪の評決が下された。
Aは25年間精神科病院の監督下に置かれるという判決を受けた。少なくとも3年間は州立の精神科病院で拘禁され、37歳になるまで施設の監督下に置かれることも決まった。Bは40年間精神科病院の監督下に置かれるという判決を受けた。将来的に病院での拘禁を解くための請願書を定期的に提出することになるが、その後も決められた年数まで施設の監督下に置かれることとなる。

## 反響
刺傷事件の影響で、Creepypasta Wikiはウォキショー学区全域でアクセスを遮断された。事件後、スレンダーマンの作者のエリック・クヌーゼン (英: Eric Knudsen) は、この事件の発生に深い悲しみを抱き、被害者の家族に同情していると述べた。Creepypasta Wikiの管理者であるSloshedtrainは、刺傷事件は単独で起こったものであり、クリーピーパスタ・コミュニティの見解を代表しているわけではないと述べた。また、Creepypasta Wikiは文筆のためのウェブサイトであり、殺人や残酷な儀式を容認するものではないとも発言した。
2014年6月13日、クリーピーパスタ・コミュニティは24時間の生放送をYouTubeで実施し、刺傷事件の被害者のための募金を募った。クリーピーパスタを扱うウェブサイトの管理人であるジョー・ジョズワースキー (英: Joe Jozwowski) は、この生放送の目的はコミュニティのメンバーが被害者のためになる行動をとることで、暴力表現を含む創作物を楽しんでいるからといって、現実世界での暴力を容認しているわけではないという姿勢を見せるためであると述べた。
2014年8月12日、ウィスコンシン州知事のスコット・ウォーカーは、8月13日に"Purple Hearts for Healing Day" (直訳すると「癒すための紫の心の日」) を開催する声明を出した。ウィスコンシン州の人々に刺傷事件の被害者のために13日に紫色の服を着ることを促した。また、州知事は被害者が事件から立ち直ろうとするときに見せた「力と決意」を賞賛した。
被害者が復学する数日前の8月29日、ウィスコンシン州マディソンでは被害者のためにブラートヴルスト祭りが開かれた。被害者の医療費に用いる資金を集めるため、ホットドッグやブラートヴルストが販売された。この催しは250人以上のボランティアにより運営され、7万ドル以上の資金を集めた。

### インターネットが子供に与える影響についての議論
刺傷事件により、社会におけるインターネットの役割と、その子供への影響について広く議論された。ウォキショー警察署長のラッセル・ジャック (英: Russell Jack) は、刺傷事件は親に向けた警告であり、インターネットは教育や娯楽にも役立つことにも言及しつつ、邪悪なものにも満ちている可能性があると述べた。かつて連邦捜査局の捜査官だったジョン・エゲルホフ (英: John Egelhof) は、インターネットは子供を悪意に晒す可能性のある「ブラックホール」であると主張し、親は子供のインターネットでの行動を追跡し、子供に正しいことと誤っていることの区別を教育する必要があると述べた。ジョージア大学でマスメディア・アーツ分野の助教授を務めるシーラ・チェス (英: Shira Chess) は、クリーピーパスタの危険性は吸血鬼やゾンビの話と変わらないと述べ、クリーピーパスタを扱うウェブサイトは有益で、より優れた書き手になる機会を与えてくれると主張した。

### メディアでの扱い
2016年3月にこの事件を特集したドキュメンタリー映画Beware the SlendermanがHBOフィルムズにより公開され、HBOで2017年1月23日に放送された。
2014年11月5日に放送されたアメリカのテレビドラマ『LAW & ORDER:性犯罪特捜班』の第16期第6話は「グラスゴーマン伝説」 (英: Glasgowman's Wrath) という題名がつけられており、おおよそこの刺傷事件を元にしている。2018年10月31日に放送されたアメリカのテレビドラマ『クリミナル・マインド FBI行動分析課』の第14期第5話"The Tall Man"もこの事件から着想を得ている。
2018年10月14日に、この事件から着想を得て制作された映画Terror in the Woodsがライフタイムで放送された。クリスティーナ・リッチが映画の製作責任者を務めた。